# Nyaruzizi
Nyaruzizi är ett periodiskt vattendrag i Burundi.   Det ligger i provinsen Bururi, i den sydvästra delen av landet, 70 km söder om huvudstaden Bujumbura.
I omgivningarna runt Nyaruzizi växer huvudsakligen savannskog. Runt Nyaruzizi är det ganska tätbefolkat, med 120 invånare per kvadratkilometer.